# Džejran
Džejran, též gazela džejran či gazela perská je druh gazely žijící v Asii.

## Rozšíření

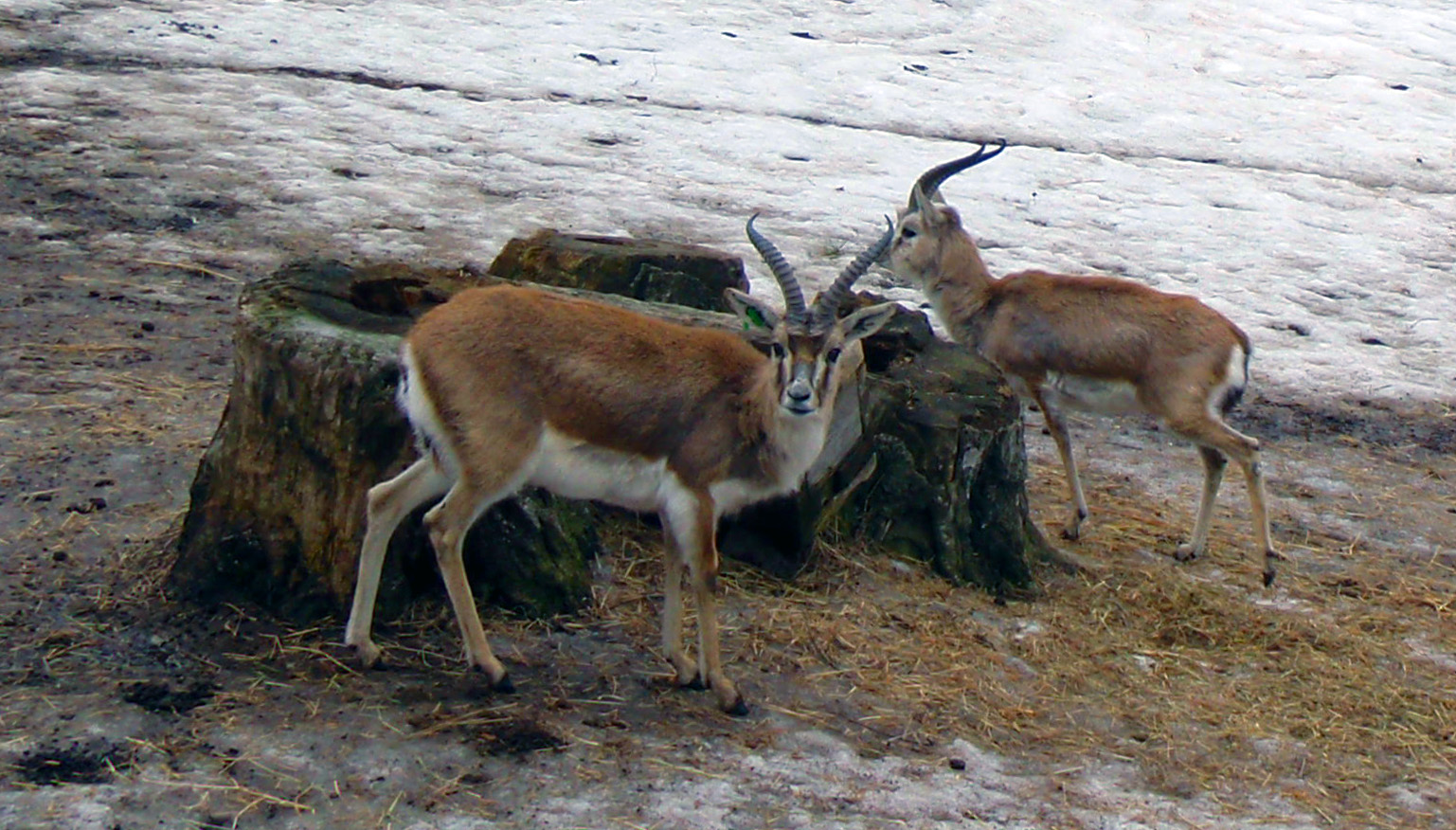
Džejrani

Ze všech druhů rodu Gazella proniká nejdále na sever. Obývá stepi a polopouště od Zakavkazska, Palestiny a Arábie přes Írán a Turkestán až k poušti Gobi a severní Číně.
Existují důkazy, že již od mladší doby kamenné byli džejrani intenzivně loveni. Ještě na začátku 20. století byl počet džejranů ve Střední Asii (Kazachstán, Turkmenistán, Uzbekistán, Tádžikistán a Kyrgyzstán) odhadován na více než milión kusů. Intenzivní lov s použitím střelných zbraní však zdejší populace silně zredukoval až na dnešních zhruba 50 000 jedinců. Většina těchto populací jsou malé, izolované skupiny. Oproti tomu v Mongolsku žije ještě zhruba 100 000 džejranů. Stáda vyskytující se na některých ostrovech v Kaspickém moři a Perském zálivu jsou pravděpodobně potomky dovezených jedinců. Podle odhadů IUCN činila celková populace džejranů v roce 2001 zhruba 120 000 až 140 000 jedinců, avšak počty rychle klesaly. Proto je druh klasifikován jako zranitelný.

## Vzhled
Arabský poddruh je téměř bílý. Ostatní poddruhy jsou světle hnědé až béžové. Srst na spodku těla je vždy světlejší. Obličejová maska je zřetelná pouze u mladých zvířat. Džejrani jsou robustnější než ostatní gazely, dosahují výšky 50-65 cm v kohoutku a váhy 30-40 kg. Samci mají lyrovité rohy prohnuté dozadu. Samice jsou obvykle bez rohů. Džejrani patří k nejrychlejším suchozemským savcům, dokážou běžet rychlostí až 70 km/h.

## Způsob života
Jelikož džejran žije severněji než ostatní gazely, je více závislý na ročních obdobích a má proto pevné období říje. V září kolem sebe silnější samci shromáždí několik samic, které brání proti případným soupeřům. O několik týdnů později se samice odcházejí sdružit do větších stád a samci se vracejí k samotářskému životu. V severněji položených oblastech areálu výskytu opouštějí džejrani na počátku zimy zasněžené oblasti a stahují se do teplejších údolí s nižším úhrnem srážek. Během zimy se především samice sdružují do velkých stád. Syrská populace se každoročně na podzim vydává na cestu na jih do Saúdské Arábie, odkud se na jaře vrací údolím Eufratu zpět do Sýrie, aby zde samice porodily svá mláďata. Oproti většině ostatních druhů gazel není porod dvojčat žádnou vzácností. Džejrani se živí především trávou, bylinami, listy a výhonky.

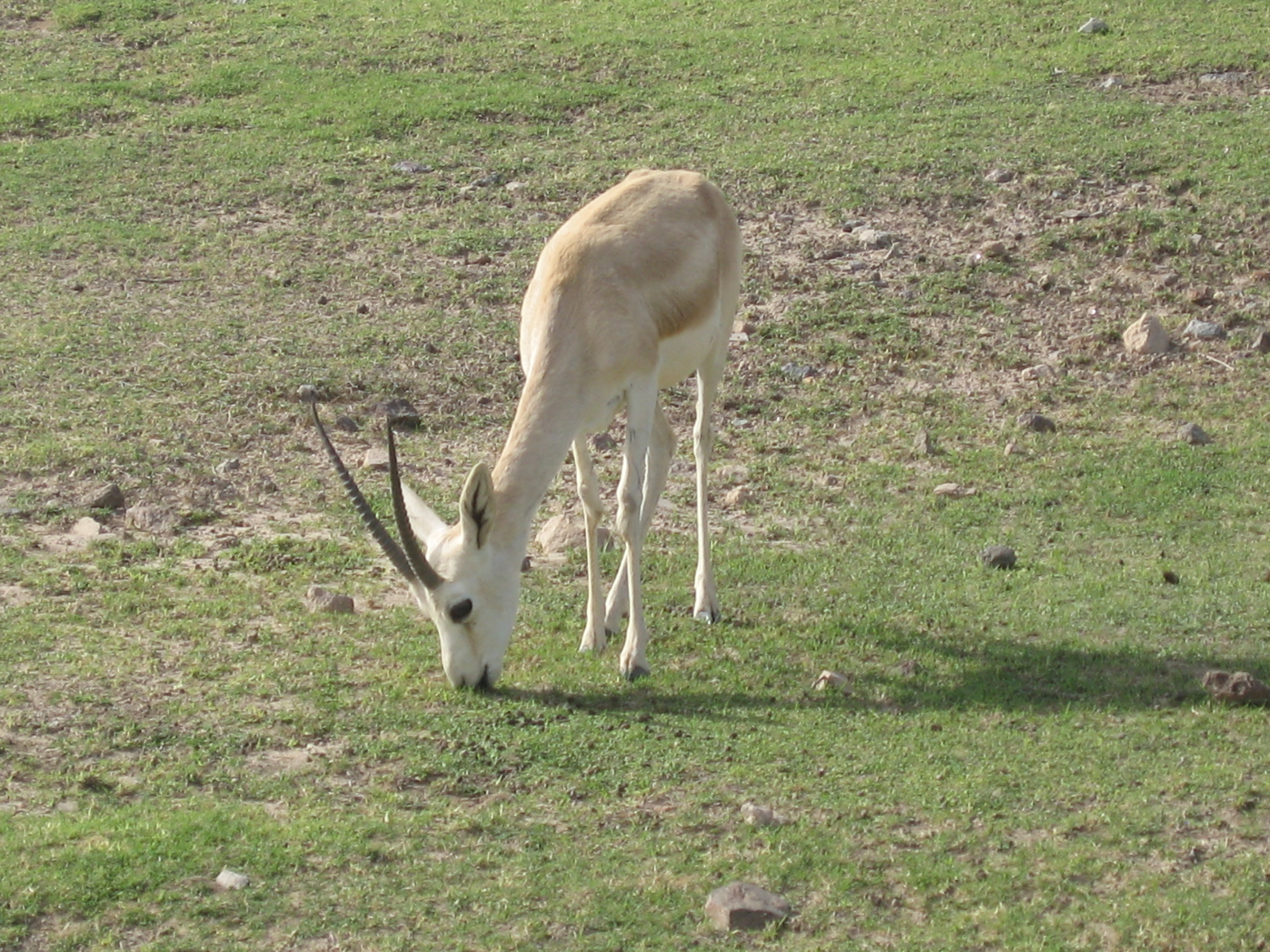
Džejran z Arabského poloostrova (Gazella subgutturosa marica)

## Poddruhy
Bylo popsáno několik poddruhů. Groves & Leslie (2011) rozlišují čtyři formy, které považují za monotypické druhy. Wacher et al. také naznačuje, že G. s. marica, by měla být považována za samostatný druh, Gazella marica.
- Gazella (subgutturosa) subgutturosa – jihovýchodní Turecko, Ázerbájdžán, Sýrie, severní a východní Irák, Írán, jižní Afghánistán, západní Pákistán
- Gazella (subgutturosa) gracilicornis – Kazachstán, Turkmenistán, Tádžikistán
- Gazella (subgutturosa) yarkandensis – severní a severovýchodní Čína, Mongolsko; zahrnuje i poddruh G. s. hilleriana
- Gazella (subgutturosa) marica – jižní Sýrie, jihozápadní Irák, Saúdská Arábie, Omán, příbřežní ostrovy Perského zálivu